# أنطونيو فرناندس
أنطونيو فرناندس (بالبرتغالية: António Fernandes‏) هو مستكشف برتغالي، ولد في 1569 في لشبونة في البرتغال، وتوفي في 1642 في غوا في الهند.